# Kenneth II d'Escòcia
Kenneth II d'Escòcia (gaèlic escocès: Cináed mac Maíl Coluim, 954-995) fou rei d'Escòcia, fill de Malcolm I. Aprofità les lluites internes entre els partidaris dels reis anteriors per a prendre el poder i restaurar l'ordre, i va obtenir d'Edgard d'Anglaterra els Lothians, considerats com el graner del Nord i terra de parla germànica lallans, i la frontera amb el riu Tweed, però hagué de lluitar contra els britons del Regne de Strathclyde, contra els saxons i contra els noruecs.